# Weaponlord
Weaponlord est un jeu de combat en deux dimensions développé par Visual Concepts et édité par Namco sorti sur Mega Drive et Super Nintendo en 1995.
Le jeu se déroule dans un univers médiéval-fantastique. À noter que Simon Bisley a fourni la jaquette et le logo du jeu.

## Équipe de développement
- Original Concept : James Goddard[pas clair][Qui ?]
- Programming : Aki Rimpilainen
- Lead Artist : Alvin Cardona
- Design / Animation : Omar Velasco, Fred Wong, Ray Wong[pas clair][Qui ?], Ken J. Shibata
- Game Design : James Goddard, David Winstead, Stephen Theodore Chiang
- Technical Design : Stephen Theodore Chiang, Aki Rimpilainen
- Producteur : James Goddard
- Producteur associé : David Winstead
- Additional Software Engineer : Tim Meekins
- Dessins originaux des décors : Glenn Kim
- Décors : Steve Paris, Alvin Cardona, David L. Lee, Leandro Penaloza, Ray Wong[pas clair][Qui ?]
- Musique et effets sonores : Brian Schmidt